# Flipper & Lopaka
Flipper & Lopaka è una serie televisiva animata australiana prodotto da Animation Filmakers Corporation e EM. TV & Merchandising. È basata sul personaggio di Flipper, comparso per la prima volta nel film Il mio amico delfino (1963), poi in altri due film (Flipper contro i pirati e Flipper) e due serie televisive (Flipper e Le nuove avventure di Flipper); non ha tuttavia un collegamento diretto con le versioni precedenti e l'unico personaggio mantenuto è il delfino.

## Trama
Lopaka è un ragazzo polinesiano che vive nell'isola di Millhouse Illoka; suo amico è il giovane delfino Flipper che lo ha salvato dall'annegamento tempo prima. Lopaka ha imparato da allora a respirare sott'acqua e a parlare con gli animali del mare; si divide tra la sua isola e la città affondata di Quetso, governata dai genitori di Flipper. Flipper e Lopaka devono scontrarsi con i loschi piani di Dexter, un polpo che vuole diventare padrone di Quetso, e dei suoi aiutanti, il serpente marino Serge e i tre squali (Finn, Nip e Bubbles).

## Personaggi

### Eroi
- Flipper: è un giovane tursiope dal ventre azzurro e dal dorso più scuro, figlio dei sovrani del regno sottomarino di Quetso. Amichevole e leale, gli abitanti del sottomarino si rivolgono a lui come un carismatico leader.
- Lopaka: è un ragazzo polinesiano di 11 anni, di estrazione sociale manahune, in grado di respirare sott'acqua e interloquire con la fauna marina. Lopaka è stato salvato da Flipper e dall'allora i due sono stati amici. Lopaka ha gli occhi neri, un casco di capelli castani e indossa (come il resto dei ragazzi dell'isola) una gonna rossa e una fascia sul braccio.
- Ray, Puffy e Ottie: amici di Flipper, accompagnano spesso il tursiope nelle sue avventure. Nello specifico Ray è una manta, Puffy un pesce palla e Ottie una lontra, rivelandosi, insieme a Lopaka, uno dei personaggi utili nella terraferma.
- Nola: è una ragazza polinesiana che segue e aiuta il gruppo nelle sue peripezie.
- Professor Kerava: è uno dei cittadini più anziani e illustri di Illoka e solito a raccontare antiche storie e leggende sull'isola. Più avanti nella serie sarà lo spirito guida di Flipper e Lopaka.
- Professoressa Troy: è una scienziata che ha come obiettivo la maggior conoscenza su Illoka e su Quetso. Troy è accompagnata dai suoi assistenti Spike e Goose.
- Ultra: è una delfina di colore rosa, strappata da piccola dai genitori e cresciuta in laboratorio scientifico. Diventata amica di Flipper, va a vivere insieme i pirati di Capitan Granchio.

### Antagonisti
- Dexter: è una piovra viola dal carattere losco, infido, crudele, tirannico e assetato di potere, ed è la mente subdola in cui è intenzionato a governare su Quetso, e possiede anche un fisico più imponente.
- Serge: è un serpente marino verde e il braccio destro di Dexter.
- Finn, Nip e Bubbles: sono i tre feroci squali bianchi, sgherri di Dexter.

## Doppiaggio
| Personaggio | Doppiatore originale | Doppiatore italiano                                      |
| ----------- | -------------------- | -------------------------------------------------------- |
| Flipper     | Robyn Moore          | Massimiliano Alto (ep. 1-26) David Chevalier (ep. 27-52) |
| Lopaka      | Jamie Oxenbould      | Stefano Onofri                                           |
| Dexter      | Keith Scott          | Mauro Bosco                                              |
| Kapuna      |                      | Rino Bolognesi                                           |
| Sibilo      |                      | Marco Bresciani                                          |
| Nip         |                      | Gabriele Lopez                                           |
| Fin         |                      | Enrico Di Troia                                          |
| Bubbles     |                      | Alessandro Ballico                                       |
| Nola        |                      | Monica Vulcano                                           |
| Bolo        |                      | Simone Crisari                                           |
| Ray         |                      | Nanni Venditti                                           |
| Otty        |                      | Vittorio Amandola                                        |
| Puffy       |                      | Sergio Raimondi                                          |
| Bomana      |                      | Giorgio Locuratolo                                       |
| Bia         |                      | Paola Tedesco                                            |
| Kerava      |                      | Valerio Ruggeri                                          |
| Ultra       |                      | Ilaria Latini                                            |

## Episodi

### Prima stagione
| #  | Titolo originale           | Prima TV          |
| -- | -------------------------- | ----------------- |
| 1  | The Lost City              | 10 settembre 1999 |
| 2  | The Secrets of Quetzo      | 11 settembre 1999 |
| 3  | The Volcano                | 12 settembre 1999 |
| 4  | The White Whale            | 13 settembre 1999 |
| 5  | Lopaka's Gift              | 16 settembre 1999 |
| 6  | The Showdown               | 17 settembre 1999 |
| 7  | The Good Shark             | 18 settembre 1999 |
| 8  | The Sea Serpent            | 19 settembre 1999 |
| 9  | The Drought                | 20 settembre 1999 |
| 10 | Lights, Camera, Dexter!    | 21 settembre 1999 |
| 11 | King for a Minute          | 22 settembre 1999 |
| 12 | The Castaway               | 23 settembre 1999 |
| 13 | The Little Blue Fish       | 8 ottobre 1999    |
| 14 | The Oil Spill              | 11 ottobre 1999   |
| 15 | The Circus                 | 12 ottobre 1999   |
| 16 | The Sting of the Stonefish | 13 ottobre 1999   |
| 17 | The Secret Weapon          | 14 ottobre 1999   |
| 18 | Dexter's Wedding           | 19 ottobre 1999   |
| 19 | High Tide                  | 20 ottobre 1999   |
| 20 | Dexter's Delinquents       | 21 ottobre 1999   |
| 21 | Girl Power                 | 25 ottobre 1999   |
| 22 | Bolo the Runaway           | 1 novembre 1999   |
| 23 | Surf's Up!                 | 5 novembre 1999   |
| 24 | The Trap                   | 11 novembre 1999  |
| 25 | The Monster from Quetzo    | 12 novembre 1999  |
| 26 | The Homecoming             | 13 novembre 1999  |